# Landtag de Vorarlberg
32e législature
Landhaus (de)
Le Landtag de Vorarlberg (en allemand :  Vorarlberger Landtag) est le parlement régional du Land autrichien de Vorarlberg. Il siège au Landhaus (de) à Brégence.

## Système électoral
Les 36 sièges du Landtag sont élus au scrutin proportionnel plurinominal à liste ouverte dans le cadre d'un processus en deux étapes. Les sièges sont répartis entre quatre circonscriptions plurinominales. Pour que les partis reçoivent une représentation au Landtag, ils doivent soit remporter au moins un siège dans une circonscription, soit franchir un seuil électoral de 5 % à l'échelle du Land. Les sièges sont répartis dans les circonscriptions selon le quota d'Hagenbach-Bischoff, tous les sièges restants étant attribués au niveau de l'État, afin d'assurer une proportionnalité globale entre la part des voix d'un parti et sa part de sièges.